# Gerhard Poppendiecker
Gerhard Poppendiecker (* 26. Dezember 1937 in Heiligenhafen, Kreis Ostholstein; † 17. Februar 2024) war ein deutscher Postbeamter und Politiker (SPD).

## Leben
Nach dem Schulabschluss besuchte Poppendiecker die Postfachschule, wurde Beamter bei der Deutschen Bundespost und arbeitete als Sozialbetreuer. 1952 wurde er Mitglied der Deutschen Postgewerkschaft (seit 2001 in ver.di).
1966 trat er in die SPD ein, in der er von 1970 bis 1999 Vorsitzender des Ortsvereins Heiligenhafen war. Von 1970 bis 1990 war er Mitglied der Stadtvertretung von Heiligenhafen, von 1974 bis 1986 war er Ehrenbeamter der Stadt. Dem Kreistag des Kreises Ostholstein gehörte er von 1976 bis 1988 an und war von 1979 bis 1987 Kreisrat.
1987 wurde er im Landtagswahlkreis Oldenburg in den Landtag Schleswig-Holsteins gewählt. Das Direktmandat des Wahlkreises errang er auch 1988, 1992, 1996 und 2000. Das Mandat hatte er bis 2005 inne. Poppendiecker gehörte einer Vielzahl von Ausschüssen an, darunter dem Pallas-Untersuchungsausschuss 1999/2000. Von 2000 bis 2005 war er Vorsitzender des Eingabenausschusses. Er war Mitglied des Landeswahlausschusses, des Beirats Niederdeutsch und des Ausschusses Kommunaler Investitionsfonds.
2001 wurde Poppendiecker wieder in die Heiligenhafener Stadtvertretung gewählt.
Poppendiecker war verheiratet und hatte zwei Kinder. Er verstarb im Februar 2024 im Alter von 86 Jahren.

## Auszeichnungen
- 1992: Bundesverdienstkreuz am Bande
- 2006: Bundesverdienstkreuz 1. Klasse